# Eggenfelden

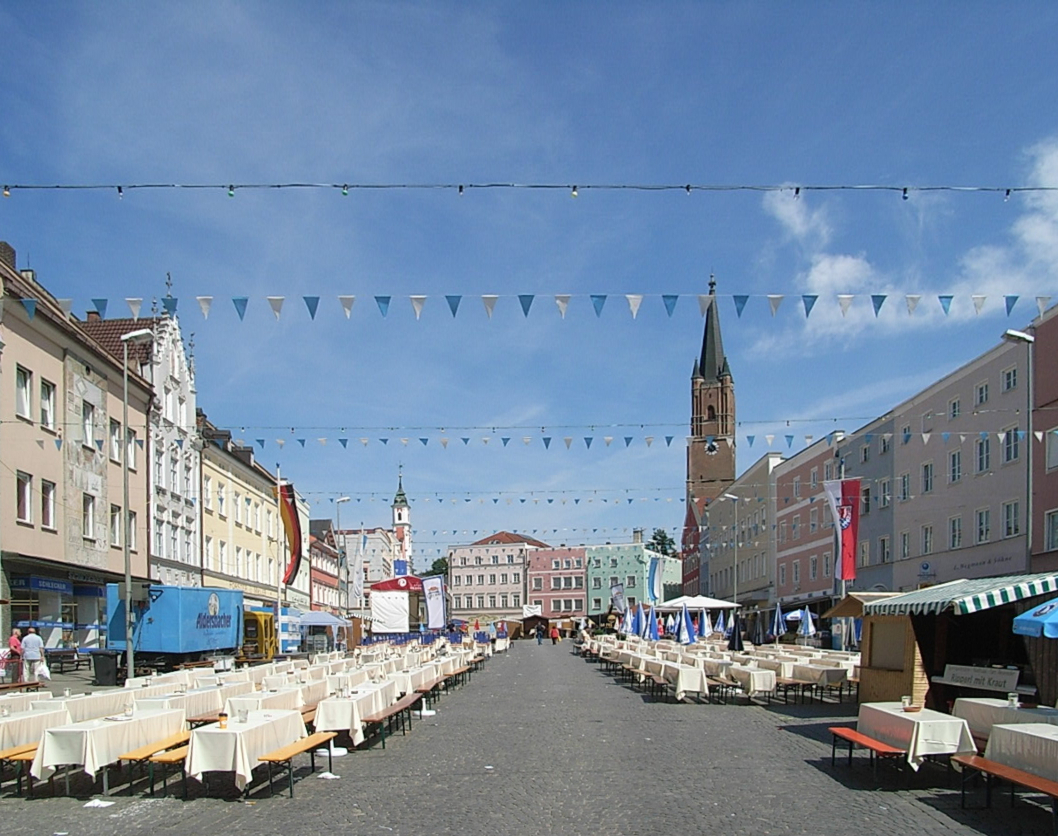
Eggenfelden (centrul)

Eggenfelden este un oraș din Bavaria Inferioară, landul Bavaria, Germania.